# 남궁영 (1887년)
남궁영(南宮營, 1887년 9월 4일 ~ 1939년 12월 29일)은 일제강점기의 관료로 조선총독부 중추원 참의도 지냈다. 본관은 함열이다.

## 생애
전라남도 목포 출신으로 1914년에 도쿄 제국대학 정치학과를 졸업한 엘리트였다. 대학 졸업 직후 곧바로 조선총독부 소속 관리가 되면서 관계에 들어섰다. "대학 나온 조선인 관리로서 최초로 칙임에 임명되었던 만큼 그의 수완은 정평이 나 있다."라는 인물평이 남아 있다.
1917년 전라남도 진도군 군수에 임명되었고 1919년에는 함평군 군수로 이동했다. 1921년에 조선총독부 학무국 사무관을 거쳐 유럽 시찰을 다녀온 뒤 1926년에는 충청남도 참여관에 오르는 등 빠른 승진을 거듭했다.
1929년 경상남도 참여관으로 이동한 뒤 이듬해부터는 산업부장을 겸하였고, 경북 수산업 발전에 세운 공을 인정받아 1931년에 충청북도 도지사가 되었다. 충북지사로 재직하던 1935년에 총독부가 편찬한 《조선공로자명감》에 조선 통치에 공을 세운 인물 중 하나로 수록되어 있다.
1935년에는 관직에서 물러난 뒤 중추원 참의에 임명되었다. 1934년 훈3등 서보장을 수여받는 등 1935년을 기준으로 정4위 훈3등에 서위되어 있었다.
2002년 발표된 친일파 708인 명단 중 중추원, 도지사, 도참여관, 조선총독부 사무관의 4개 부문, 2008년 공개된 민족문제연구소의 친일인명사전 수록예정자 명단 중 중추원과 관료 두 부문에 포함되었다. 2009년 친일반민족행위진상규명위원회가 발표한 친일반민족행위 705인 명단에도 포함되었다.

## 같이 보기
- 조선총독부 중추원

## 참고자료
- 남궁영(南宮營) - 국사편찬위원회